# Weekend at Bernie's II
Weekend at Bernie's II (bra: Um Morto Muito Louco 2) é um filme de humor negro estadunidense de 1993, dirigido e roteirizado por Robert Klane e estrelado por Andrew McCarthy e Jonathan Silverman.
É o sucessor de Weekend at Bernie's, de 1989. Ao contrário de seu antecessor, Weekend at Bernie's II recebeu críticas negativas e foi um sucesso menor de bilheteria, arrecadando US $ 12,7 milhões contra um orçamento de US $ 7 milhões.
Weekend at Bernie's II marcou o último papel de Steve James, que morreu de câncer pancreático alguns meses após o lançamento do filme. Foi também
o papel no cinema para Gary Dourdan.

## Elenco
| Ator/Atriz         | Personagem              |
| ------------------ | ----------------------- |
| Andrew McCarthy    | Lawrence "Larry" Wilson |
| Jonathan Silverman | Richard Parker          |
| Terry Kiser        | Bernie Lomax            |
| Troy Beyer         | Claudia                 |
| Barry Bostwick     | Arthur Hummel           |
| Tom Wright         | Charles                 |
| Steve James        | Henry                   |
| Novella Nelson     | Mobu                    |
| Gary Dourdan       | Homem do Cartel         |
| Stack Pierce       | Pai de Claudia          |
| Constance Shulman  | Guia Turístico          |